# 庭野正之助
庭野 正之助 （にわの しょうのすけ、1914年3月25日 - 2004年1月11日）は、日本の実業家。日本鉱業（現ENEOSホールディングス）の社長・会長や日本鉱業協会会長を務めた。勲一等瑞宝章。

## 人物
新潟県十日町市川原町生まれ。旧制新潟県立十日町中学校（のちの新潟県立十日町高等学校）卒業後、1936年旧制東京商科大学（のちの一橋大学）卒業。内池廉吉ゼミ出身。大学予科時代には、文部省による東京商科大学予科および専門部廃止案に反対し籠城闘争を決行（籠城事件）。後藤達郎（のちにホテルオークラ社長）らとともに警察に検挙され勾留されたが、商法の本間喜一教授や民法の常盤敏太教授の尽力で釈放された。
1936年日本鉱業入社、1964年取締役、1971年専務、1973年副社長。
1974年日本鉱業代表取締役社長、1978年代表取締役会長。日本の非鉄金属の安定供給体制を整備。また水島製油所を国内有数の製油所への育成、東亜共石の再建などを行った。銅事業に対する考察は、高い見識から「庭野理論」と呼ばれた。
1983年会長を退任し、取締役相談役に就任。1998年、相談役の80歳定年制導入により、ジャパンエナジーの常勤相談役を退任。
1988年日本鉱業協会会長。十日町市経済活性化客員顧問団顧問、資源開発大学校理事長、通商産業省産業構造審議会専門委員等も務めた。
1987年、長年の功績が認められ勲一等瑞宝章受章。
2004年1月11日東京都三鷹市の病院で死去。享年89。